# Vernagthütte
Die Vernagthütte, auch Würzburger Haus genannt, ist eine Alpenvereinshütte der Sektion Würzburg des Deutschen Alpenvereins. Sie liegt im hinteren Rofental im Weißkamm der Ötztaler Alpen, unterhalb des Guslar- und des Vernagtferners.
Schließzeit wegen Umbau: Wegen Neuerrichtung des Winterraum-Gebäudes und umfassender Sanierung des Hauptgebäudes (neue Küche, Brandschutz, Elektrik, Heizung u. a.) bleibt die Hütte in der Wintersaison 24/25 und zu Beginn der Sommersaison 2025 geschlossen - geöffnet bei laufenden Bauarbeiten ab 17. Juli 2025. Es steht auch bis Ende 2025 kein Winterraum zur Verfügung, da das Winterraumgebäude im August 2024 beim Beginn der Bauarbeiten bereits zurückgebaut wurde und ein Neubau errichtet wird.

## Geschichte

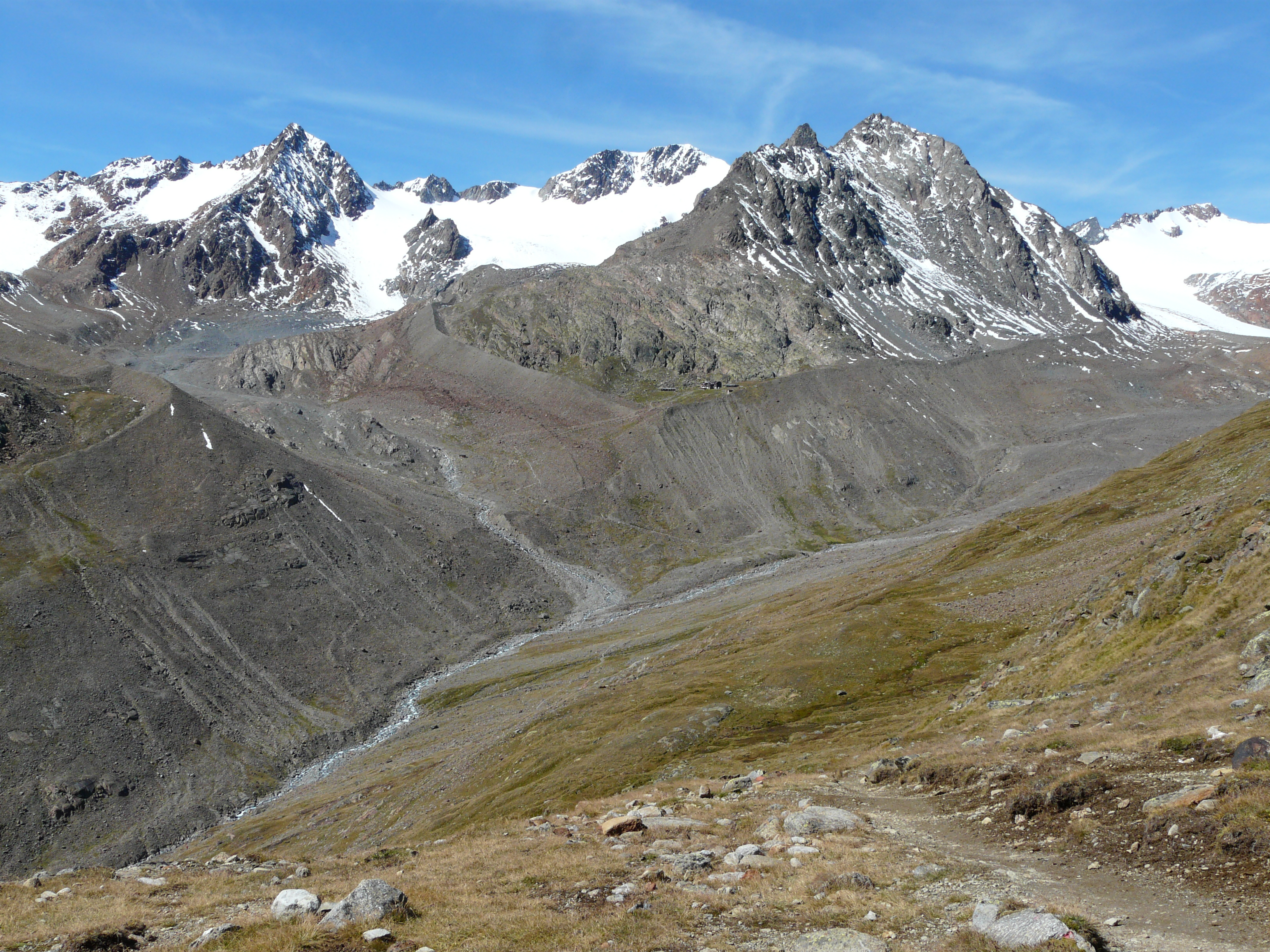
Vernagthütte über den Seitenmoränen des Guslar- und Vernagtferners

Die Vernagthütte liegt etwas oberhalb der Seitenmoränen des Guslar- und Vernagtferners an deren früherem Zusammenfluss. Die Hütte liegt somit etwas höher als der historische Gletscherhöchststand, der Mitte des 19. Jahrhunderts erreicht wurde.
Erbaut wurde die Hütte 1901 und wurde in den Jahren 1932, 1976 und 1984 erweitert.

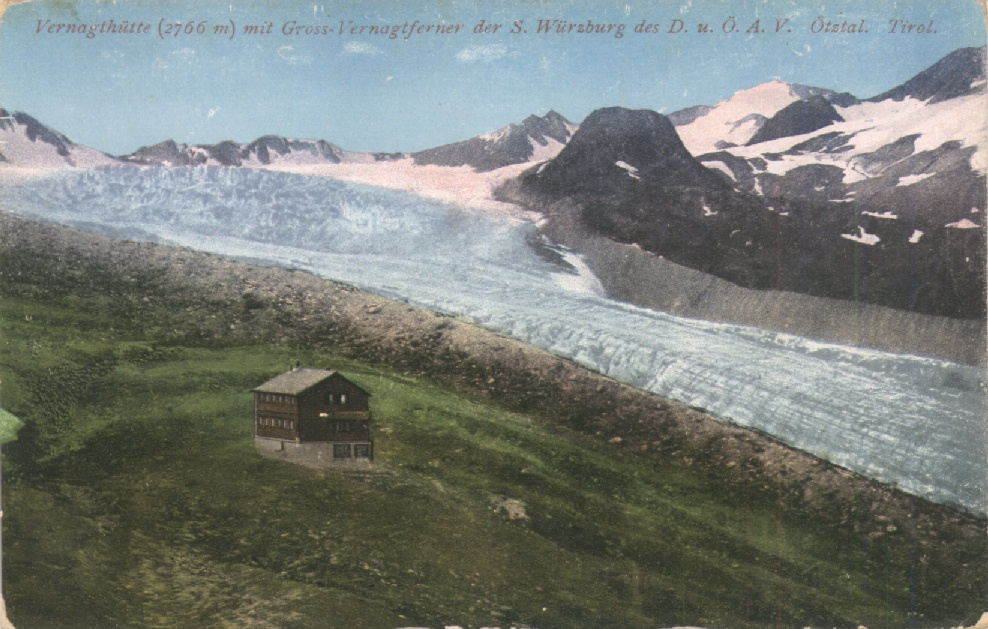
Vernagthütte mit Groß-Vernagtferner, Postkarte, ca. 1915

2004 erteilte die Genehmigungsbehörde die Auflage, den Eingangsbereich (Fluchtweg) zu verbreitern. Infolgedessen wurde 2008 der alte Eingangsbereich inklusive Schuh- und Trockenraum abgerissen und in Holzbauweise neu aufgebaut.
2015 wurden Blockheizkraftwerk und Photovoltaik erneuert inklusive Umstellung auf Biodiesel. Bei diesen Umbaumaßnahmen wurden auch die Schindeln an der Fassade erneuert.

## Hüttenanstieg

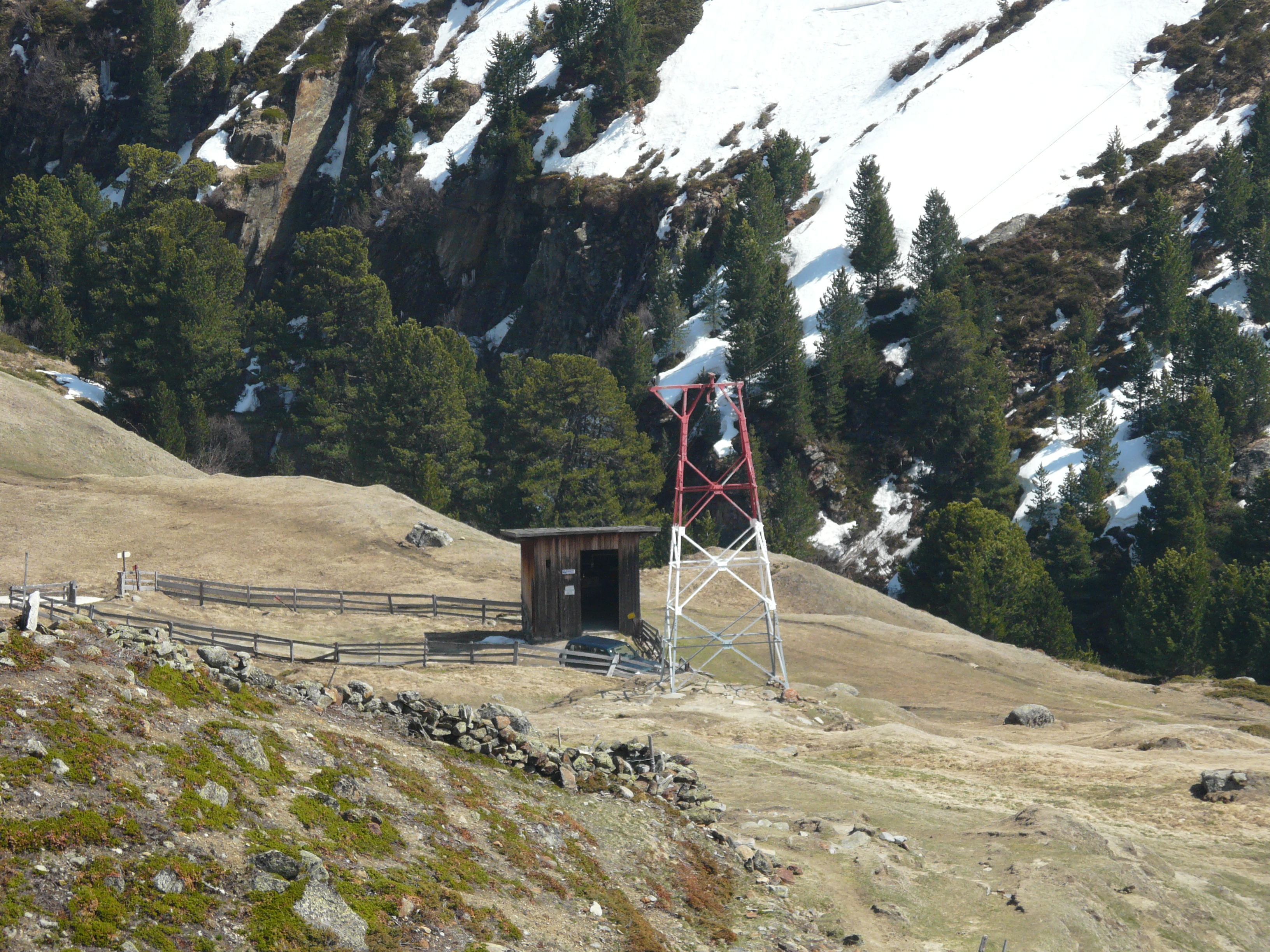
Die Talstation der Materialseilbahn

Der Aufstieg erfolgt von Vent auf dem bezeichneten Weitwanderweg Nr. 920 (Gehzeit 4 Stunden). Zunächst geht man auf der Straße oder westlich auf dem Pfad zu den Rofenhöfen, 2011 m, dann weiter auf dem Fahrweg zur Rofenalm, 2096 m, bei der sich die Talstation der Materialseilbahn befindet. Von dort geht es rechts den Hang steil in Kehren hinauf zum auffallenden Eck des Wiesenrückens Plattei, danach mit geringer Steigung um den Rücken herum und leicht absteigend in den Graben des Vernagtbaches und weiter talein, bis der Weg zuletzt nach links über den Bach und hinauf zur von weitem sichtbaren Hütte führt.

## Übergänge
- zur Breslauer Hütte (2840 m) ⊙ auf Weg 919 (Seuffertweg) in ca. 3 Stunden
- zum Brandenburger Haus (3277 m) ⊙ über das Guslarjoch (Hochtour)
- zur Braunschweiger Hütte (2759 m) ⊙
- zum Taschachhaus (2434 m) ⊙ über das Taschachjoch (Hochtour)
- zur Rauhekopfhütte (2731 m) ⊙ über das Gepatschjoch (Hochtour)
- zum Hochjoch-Hospiz (2413 m) ⊙ auf Weg 919

## Tourenmöglichkeiten
- Wildspitze
- Hinterer und Vorderer Brochkogel
- Hochvernagtwand
- Hochvernagtspitze
- Schwarzwandspitze
- Hintergrasleck, Hintergraslspitze
- Fluchtkogel (leichte Hochtour in ca. 3 Stunden)
- Kesselwand
- Kesselwandspitze
- Platteispitze
- Guslarspitze
- Weißseespitze
- Mutspitze

## Karten
- Alpenvereinskarte: 30/2 Ötztaler Alpen Weißkugel (1:25.000)
- Alpenvereinskarte: 30/6 Ötztaler Alpen Wildspitze (1:25.000)
- KOMPASS Wanderkarte Nr. 43 Ötztaler Alpen, Ötztal, Pitztal (1:50.000)